# Кубок европейских чемпионов по хоккею с шайбой 2005
Кубок европейских чемпионов по хоккею с шайбой 2005 года — первый розыгрыш Кубка европейских чемпионов под эгидой ИИХФ, проходивший с 13 по 16 января 2005 года в Санкт-Петербурге, Россия. Все игры кубка прошли в Ледовом дворце города Санкт-Петербург, домашней арене клуба СКА. В турнире принимали участие шесть чемпионов европейских стран, которые имеют наивысший рейтинг ИИХФ. Таким образом, участниками стали ХВ71 от Швеции, «Кярпят» от Финляндии, «Франкфурт Лайонс» от Германии, «Злин» от Чехии, «Дукла» Тренчин от Словакии и «Авангард» от России.
Победителем стал омский «Авангард», победивший в финале «Кярпят» в овертайме со счётом 2:1. Решающую шайбу на 75-й минуте забросил Яромир Ягр. Самым ценным игроком турнира был признан Максим Сушинский. Он же стал лучшим бомбардиром турнира, набрав 7 (4+3) очков в 3 матчах.

## Предварительный раунд
|  | Команды, выходящие в финал |

### Группа A
| М | Команда          | И | В | Н | П | ШЗ | ШП | РШ | О |
| - | ---------------- | - | - | - | - | -- | -- | -- | - |
| 1 | Кярпят           | 2 | 2 | 0 | 0 | 10 | 4  | +6 | 4 |
| 2 | Злин             | 2 | 1 | 0 | 1 | 5  | 7  | −2 | 2 |
| 3 | Франкфурт Лайонс | 2 | 0 | 0 | 2 | 6  | 10 | −4 | 0 |

Время местное (UTC+4).
| 13 января 2005 19:30 | Злин | 4 : 3 (2:2, 0:1, 2:0) | Франкфурт Лайонс | Ледовый дворец, Санкт-Петербург Зрителей: 2100 |

| Отчёт  | Отчёт | Отчёт  | Отчёт | Отчёт                    |
| ------ | ----- | ------ | ----- | ------------------------ |
|        |       |        |       |                          |
|        |       |        |       | Судья: Александр Поляков |
|        |       |        |       |                          |
|        |       |        |       |                          |
|        |       |        |       |                          |
|        |       |        |       |                          |
|        |       |        |       |                          |
| 16 мин | Штраф | 20 мин |       |                          |
|        |       |        |       |                          |
|        | 30    | Броски | 12    |                          |

| 14 января 2005 16:00 | Кярпят | 4 : 1 (1:0, 2:1, 1:0) | Злин | Ледовый дворец, Санкт-Петербург Зрителей: 1800 |

| Отчёт  | Отчёт | Отчёт  | Отчёт | Отчёт                  |
| ------ | ----- | ------ | ----- | ---------------------- |
|        |       |        |       |                        |
|        |       |        |       | Судья: Кристер Ларкинг |
|        |       |        |       |                        |
|        |       |        |       |                        |
|        |       |        |       |                        |
|        |       |        |       |                        |
|        |       |        |       |                        |
| 14 мин | Штраф | 18 мин |       |                        |
|        |       |        |       |                        |
|        | 16    | Броски | 31    |                        |

| 15 января 2005 19:30 | Франкфурт Лайонс | 3 : 6 (1:3, 0:2, 2:1) | Кярпят | Ледовый дворец, Санкт-Петербург Зрителей: 2200 |

| Отчёт  | Отчёт | Отчёт  | Отчёт | Отчёт                    |
| ------ | ----- | ------ | ----- | ------------------------ |
|        |       |        |       |                          |
|        |       |        |       | Судья: Александр Поляков |
|        |       |        |       |                          |
|        |       |        |       |                          |
|        |       |        |       |                          |
|        |       |        |       |                          |
|        |       |        |       |                          |
| 59 мин | Штраф | 16 мин |       |                          |
|        |       |        |       |                          |
|        | 17    | Броски | 22    |                          |

### Группа B
| М | Команда       | И | В | Н | П | ШЗ | ШП | РШ  | О |
| - | ------------- | - | - | - | - | -- | -- | --- | - |
| 1 | Авангард      | 2 | 2 | 0 | 0 | 15 | 1  | +14 | 4 |
| 2 | ХВ71          | 2 | 1 | 0 | 1 | 4  | 10 | −8  | 2 |
| 3 | Дукла Тренчин | 2 | 0 | 0 | 2 | 2  | 10 | −8  | 0 |

Время местное (UTC+4).
| 13 января 2005 16:00 | Дукла Тренчин | 1 : 6 (1:3, 0:1, 0:2) | Авангард | Ледовый дворец, Санкт-Петербург Зрителей: 3200 |

| Отчёт  | Отчёт | Отчёт  | Отчёт | Отчёт                   |
| ------ | ----- | ------ | ----- | ----------------------- |
|        |       |        |       |                         |
|        |       |        |       | Судья: Ханну Хенрикссон |
|        |       |        |       |                         |
|        |       |        |       |                         |
|        |       |        |       |                         |
|        |       |        |       |                         |
|        |       |        |       |                         |
| 28 мин | Штраф | 8 мин  |       |                         |
|        |       |        |       |                         |
|        | 15    | Броски | 25    |                         |

| 14 января 2005 19:30 | ХВ71 | 4 : 1 (3:0, 0:0, 1:1) | Дукла Тренчин | Ледовый дворец, Санкт-Петербург Зрителей: 1300 |

| Отчёт | Отчёт                         | Отчёт                                           | Отчёт                       | Отчёт              |
| --- | ----------------------------- | ----------------------------------------------- | --------------------------- | ------------------ |
| |                               |                                                 |                             |                    |
| | Стефан Лив — 00:00-60:00      | Вратари                                         | 00:00-60:00 — Роберт Компас | Судья: Рихард Шютц |
| | Голы:                         |                                                 |                             | Судья: Рихард Шютц |
| Петер Экелунд — 01:12 (Ю. Давидссон) Пер-Оге Скрёдер — 01:58 (К. Сальстедт, О. Сванберг) Симон Скуг — 06:53 (С. Хелльквист, М. Тьярнквист) Андерс Эрикссон (бол.) — 55:38 (О. Сванберг) | 1 : 0 2 : 0 3 : 0 4 : 0 4 : 1 | 57:32 — Петер Фабуш (бол.) (И. Хеш, П. Демитра) |                             | Судья: Рихард Шютц |
| |                               |                                                 |                             | Судья: Рихард Шютц |
| |                               |                                                 |                             | Судья: Рихард Шютц |
| |                               |                                                 |                             | Судья: Рихард Шютц |
| 20 мин | Штраф                         | 14 мин                                          |                             | Судья: Рихард Шютц |
| |                               |                                                 |                             |                    |
| | 32                            | Броски                                          | 18                          |                    |

| 15 января 2005 16:00 | Авангард | 9 : 0 (4:0, 2:0, 3:0) | ХВ71 | Ледовый дворец, Санкт-Петербург Зрителей: 7500 |

| Отчёт | Отчёт                                                 | Отчёт   | Отчёт                         | Отчёт                   |
| --- | ----------------------------------------------------- | ------- | ----------------------------- | ----------------------- |
| |                                                       |         |                               |                         |
| | Норм Маракл — 00:00-53:19 53:25-60:00                 | Вратари | 00:00-60:00 — Магнус Окерлунд | Судья: Ханну Хенрикссон |
| | Голы:                                                 |         |                               | Судья: Ханну Хенрикссон |
| Андрей Коваленко (бол.) — 08:08 (Я. Беднарж, Д. Рябыкин) Александр Гуськов — 11:08 (А. Коваленко) Максим Сушинский — 12:28 (Д. Затонский, А. Прокопьев) Александр Пережогин — 18:02 (Е. Хацей) Максим Сушинский (бол.) — 29:41 (А. Коваленко) Антон Курьянов — 31:27 (А. Коваленко, А. Пережогин) Александр Пережогин — 53:25 (М. Сушинский, А. Гуськов) Максим Сушинский — 55:43 (Д. Затонский, Ю. Панов) Олег Твердовский (бол.) — 56:52 (Я. Ягр, М. Сушинский) | 1 : 0 2 : 0 3 : 0 4 : 0 5 : 0 6 : 0 7 : 0 8 : 0 9 : 0 |         |                               | Судья: Ханну Хенрикссон |
| |                                                       |         |                               | Судья: Ханну Хенрикссон |
| |                                                       |         |                               | Судья: Ханну Хенрикссон |
| |                                                       |         |                               | Судья: Ханну Хенрикссон |
| 12 мин | Штраф                                                 | 12 мин  |                               | Судья: Ханну Хенрикссон |
| |                                                       |         |                               |                         |
| | 32                                                    | Броски  | 32                            |                         |

## Финал
Время местное (UTC+4).
| 16 января 2005 16:00 | Авангард | 2 : 1 (OT) (0:1, 0:0, 1:0, 1:0) | Кярпят | Ледовый дворец, Санкт-Петербург Зрителей: 10 000 |

| Отчёт                                                                                           | Отчёт                     | Отчёт                               | Отчёт                         | Отчёт                  |
| ----------------------------------------------------------------------------------------------- | ------------------------- | ----------------------------------- | ----------------------------- | ---------------------- |
|                                                                                                 |                           |                                     |                               |                        |
|                                                                                                 | Норм Маракл — 00:00-80:00 | Вратари                             | 00:00-80:00 — Никлас Бекстрём | Судья: Кристер Ларкинг |
|                                                                                                 | Голы:                     |                                     |                               | Судья: Кристер Ларкинг |
| Алексей Калюжный — 51:00 (Я. Ягр, О. Твердовский) Яромир Ягр — 74:38 (М. Сушинский, Н. Никитин) | 0 : 1 : 1 2 : 1           | 12:16 — Илкка Миккола (Я. Виухкола) |                               | Судья: Кристер Ларкинг |
|                                                                                                 |                           |                                     |                               | Судья: Кристер Ларкинг |
|                                                                                                 |                           |                                     |                               | Судья: Кристер Ларкинг |
|                                                                                                 |                           |                                     |                               | Судья: Кристер Ларкинг |
| 12 мин                                                                                          | Штраф                     | 28 мин                              |                               | Судья: Кристер Ларкинг |
|                                                                                                 |                           |                                     |                               |                        |
|                                                                                                 | 28                        | Броски                              | 26                            |                        |

## Рейтинг и статистика

### Лучшие бомбардиры
| Игрок               | Команда  | И | Г | П | О | Штр | +/− |
| ------------------- | -------- | - | - | - | - | --- | --- |
| Максим Сушинский    | Авангард | 3 | 4 | 3 | 7 | 2   | +5  |
| Андрей Коваленко    | Авангард | 3 | 2 | 4 | 6 | 0   | +2  |
| Яри Виухкола        | Кярпят   | 3 | 2 | 2 | 4 | 4   | +3  |
| Юсси Йокинен        | Кярпят   | 3 | 2 | 2 | 4 | 6   | −2  |
| Яромир Ягр          | Авангард | 3 | 2 | 2 | 4 | 10  | +2  |
| Эро Сомервуори      | Кярпят   | 3 | 1 | 3 | 4 | 0   | +3  |
| Йозеф Бумедьен      | Кярпят   | 3 | 1 | 3 | 4 | 6   | −2  |
| Александр Прокопьев | Авангард | 3 | 0 | 4 | 4 | 0   | +3  |

Примечание: И = Количество проведённых игр; Г = Голы; П = Голевые передачи; О = Очки; Штр = Штрафное время; +/− = Плюс-минус
По данным: IIHF.com

### Лучшие вратари
В списке вратари, сыгравшие не менее 40 % от всего игрового времени их сборной.
| Игрок           | Команда          | ВП     | Бр | ПШ | КН   | %ОБ   | И"0" |
| --------------- | ---------------- | ------ | -- | -- | ---- | ----- | ---- |
| Норм Маракл     | Авангард         | 199:54 | 73 | 2  | 0.60 | 97.26 | 1    |
| Стефан Лив      | ХВ71             | 60:00  | 18 | 1  | 1.00 | 94.44 | 0    |
| Никлас Бекстрём | Кярпят           | 200:00 | 76 | 6  | 1.80 | 92.11 | 0    |
| Роберт Компас   | Дукла Тренчин    | 110:16 | 53 | 8  | 4.35 | 84.91 | 0    |
| Ян Гордон       | Франкфурт Лайонс | 86:33  | 46 | 8  | 5.55 | 82.61 | 0    |

Примечание: ВП = Время на площадке; Бр = Броски по воротам; ПШ = Пропущено шайб; КН = Коэффициент надёжности; %ОБ = Процент отражённых бросков; И"0" = «Сухие игры»
По данным: IIHF.com

### Индивидуальные награды
Самый ценный игрок (MVP):
| Игрок            | Команда  |
| ---------------- | -------- |
| Максим Сушинский | Авангард |

Лучшие игроки:
| Позиция    | Игрок            | Команда  |
| ---------- | ---------------- | -------- |
| Вратарь    | Норм Маракл      | Авангард |
| Защитник   | Йозеф Бумедьен   | Кярпят   |
| Нападающий | Максим Сушинский | Авангард |

Сборная всех звёзд:
| Позиция    | Игрок            | Команда  |
| ---------- | ---------------- | -------- |
| Вратарь    | Норм Маракл      | Авангард |
| Защитники  | Олег Твердовский | Авангард |
| Защитники  | Йозеф Бумедьен   | Кярпят   |
| Нападающие | Максим Сушинский | Авангард |
| Нападающие | Юсси Йокинен     | Кярпят   |
| Нападающие | Андрей Коваленко | Авангард |